# Морриконе, Эннио
Э́ннио Моррико́не (итал. Ennio Morricone, 10 ноября 1928, Рим — 6 июля 2020, там же) — итальянский композитор, аранжировщик и дирижёр.
Кавалер Большого креста ордена «За заслуги перед Итальянской Республикой». Обладатель двух премий «Оскар»: за выдающиеся заслуги в кинематографе (2007) и за лучшую оригинальную музыку (2016, «Омерзительная восьмёрка»), девятикратный лауреат итальянской кинопремии «Давид ди Донателло» за «Лучшую музыку», трёхкратный лауреат премии «Золотой глобус» в категории «Лучшая оригинальная музыка», шестикратный лауреат премии BAFTA в категории «Лучшее написание оригинальной музыки к фильму».

## Биография

### Происхождение
Родился 10 ноября 1928 года в Риме, в семье профессионального джазового трубача Марио Морриконе и домохозяйки Либеры Ридольфи. Эннио был старшим из пяти детей. Когда ему исполнилось 12 лет, поступил в консерваторию Святой Чечилии в Риме, где его педагогом стал Гоффредо Петрасси. В консерватории Морриконе получил 3 диплома — по классу трубы (1946), инструментовки (1952) и композиции (1954).

### Профессиональная деятельность
Когда Морриконе исполнилось 16 лет, он занял место второй трубы в ансамбле Альберто Фламини, в котором прежде играл его отец. Вместе с ансамблем Морриконе подрабатывал, играя в ночных клубах и отелях Рима. Годом позже устроился в театр, где проработал один год музыкантом, а потом три года композитором. В 1950 году начал аранжировать песни популярных композиторов для радио. Обработкой музыки для радио и концертов он занимался до 1960 года, а в 1960 году начал аранжировать музыку для телешоу. В 1961 году аранжировал популярную песню Джино Паоли Sapore di sale.
Начал писать музыку к фильмам лишь в 1961 году, когда ему было 33 года. Начал со спагетти-вестернов — жанра, с которым теперь прочно ассоциируется его имя. Широкая известность пришла к нему после работы над фильмами его бывшего одноклассника — режиссёра Серджо Леоне. Позднее работал с крупнейшими кинорежиссёрами Италии — Бернардо Бертолуччи, Пьером Паоло Пазолини, Дарио Ардженто, Сальваторе Сампери и многими другими.
С 1964 года Морриконе работал в звукозаписывающей компании «RCA», где аранжировал сотни песен, в том числе для таких знаменитостей, как Джанни Моранди, Марио Ланца, Миранда Мартино.
Прославившись в Европе, Морриконе был приглашён для работы в голливудском кинематографе. В США написал музыку для фильмов таких известных режиссёров, как Роман Полански, Оливер Стоун, Брайан Де Пальма, Майк Николс, Джон Карпентер, Барри Левинсон, Терренс Малик и других. Среди режиссёров, для фильмов которых он писал музыку, был и представитель России — Владимир Хотиненко (фильм «72 метра»).

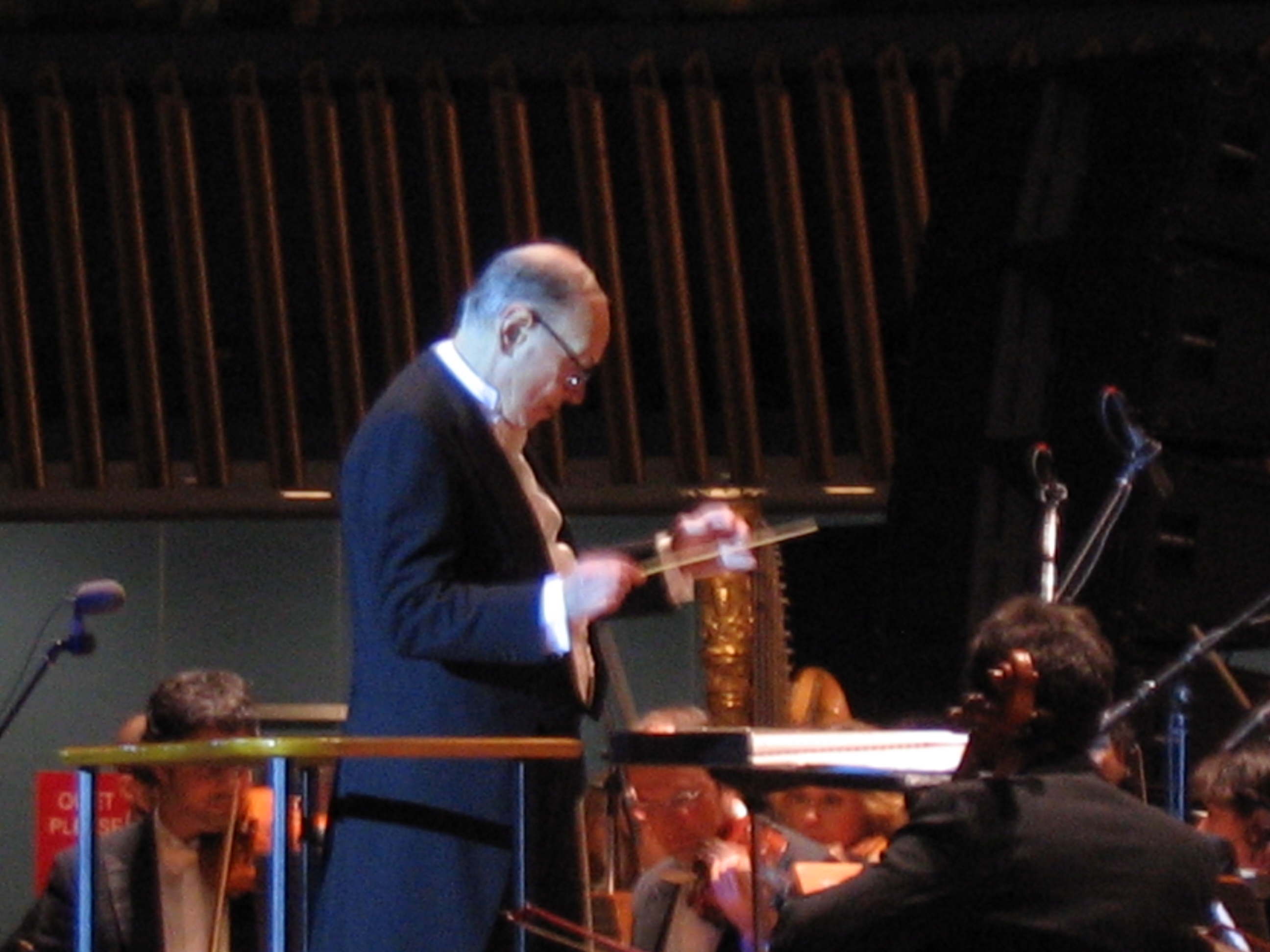
Эннио Морриконе дирижирует оркестром в штаб-квартире ООН. 2 февраля 2007 года

Кроме саундтреков Морриконе создавал камерную инструментальную музыку, с которой в 1985 году совершил тур по Европе, лично дирижируя оркестром на концертах.
Дважды за свою карьеру сам снимался в фильмах, к которым писал музыку, а в 1995 году о нём был снят документальный фильм. 6 декабря 2012 года Морриконе открыл своё юбилейное турне совместным концертом с SOFIA Symphony Orchestra на сцене Государственного Кремлёвского Дворца.
За свою карьеру Эннио Морриконе написал музыку более чем к 400 фильмам и телесериалам Италии, Испании, Франции, Германии, России, США. Признается одним из самых известных композиторов современности и одним из наиболее известных в мире композиторов кино. Как кинокомпозитор был шесть раз номинирован на «Оскар», а в 2007 году получил «Оскар» за выдающийся вклад в кинематограф. Кроме того, в 1988 году за музыку к фильму «Неприкасаемые» был удостоен премии «Грэмми». В 1996 году Морриконе вместе с фотографом Аугусто Де Лука получил премию «Города Рима» за книгу «Наш Рим».
В 2013 году принял решение праздновать свой 85-летний юбилей в рамках европейского тура с SOFIA Symphony Orchestra. Открыл тур грандиозный концерт в Москве в «Крокус-Сити Холл» 13 и 14 ноября. В 2014 году стал почётным председателем I Международного конкурса авторского музыкального видео «Медиамузыка»; финал конкурса состоялся 1 марта 2015 года в Москве.
В 2016 году был удостоен премии «Оскар» за лучшую музыку к фильму «Омерзительная восьмёрка»; кроме того, в том же году Морриконе получил премии BAFTA и «Золотой глобус».
Эннио Морриконе скончался 6 июля 2020 года на 92-м году жизни в одной из больниц Рима, куда был госпитализирован несколькими днями ранее с переломом бедренной кости, полученным в результате падения.

## Личная жизнь
13 октября 1956 года Эннио Морриконе женился на Марии Травиа, их брак продлился 64 года — до самой смерти композитора. У супругов родились четверо детей: сын Марко (1957, работает в обществе по авторским правам), дочь Алессандра (1961, хирург), сын Андреа (1964, композитор и дирижёр) и сын Джованни (1966, кинопродюсер).
Серьёзно увлекался шахматами, неоднократно играл с чемпионами мира.

## Награды
- Большой крест ордена «За заслуги перед Итальянской Республикой» (2015)[14]
- Великий офицер ордена «За заслуги перед Итальянской Республикой» (2005)[15]
- Командор ордена «За заслуги перед Итальянской Республикой» (1995)[16]
- Золотая медаль «За вклад в развитие культуры и искусства» (2000)[17]
- Кавалер ордена Почётного легиона (2009, Франция)[18]
- Орден Восходящего солнца 4 степени (2019, Япония)[19]
- Орден Пабло Неруды за заслуги в области искусства и культуры[исп.] (2008, Чили)
- Медаль за заслуги перед Македонией[макед.] (2009, Македония)
- Премии «Оскар» за вклад в киноискусство (2007) и лучший оригинальный саундтрек к фильму «Омерзительная восьмёрка» (2016)
- Три премии «Золотой глобус» за лучшую музыку к фильмам:
  - 1987 — Миссия
  - 2000 — Легенда о пианисте
  - 2016 — Омерзительная восьмёрка
- Девять премий «Давид ди Донателло» за «Лучшую музыку» к фильмам:
  - 1988 — Очки в золотой оправе
  - 1989 — Новый кинотеатр «Парадизо»
  - 1991 — У всех всё в порядке
  - 1993 — Иона, который жил в чреве кита
  - 1999 — Легенда о пианисте
  - 2000 — Закон противоположностей
  - 2007 — Незнакомка
  - 2010 — Баария
  - 2013 — Лучшее предложение[20]
- Шесть премий BAFTA в категории «Лучшая музыка к фильму»:
  - 1980 — Дни жатвы
  - 1985 — Однажды в Америке
  - 1987 — Миссия
  - 1988 — Неприкасаемые
  - 1991 — Новый кинотеатр «Парадизо»
  - 2016 — Омерзительная восьмёрка
- Премия «Золотой орёл» (2004) за лучшую музыку к фильму «72 метра»

## Память
В 2021 году вышел документальный фильм режиссёра и сценариста Джузеппе Торнаторе «Эннио. Маэстро» о жизни и творчестве композитора, состоящий из архивных кадров из личной жизни и мировых турне Морриконе и записей бесед с известными деятелями культуры, работавшими с ним.